# Araneus mortoni
Araneus mortoni là một loài nhện trong họ Araneidae.
Loài này thuộc chi Araneus. Araneus mortoni được Arthur T. Urquhart. miêu tả năm 1891.